# Jürgen Runge (Maler)

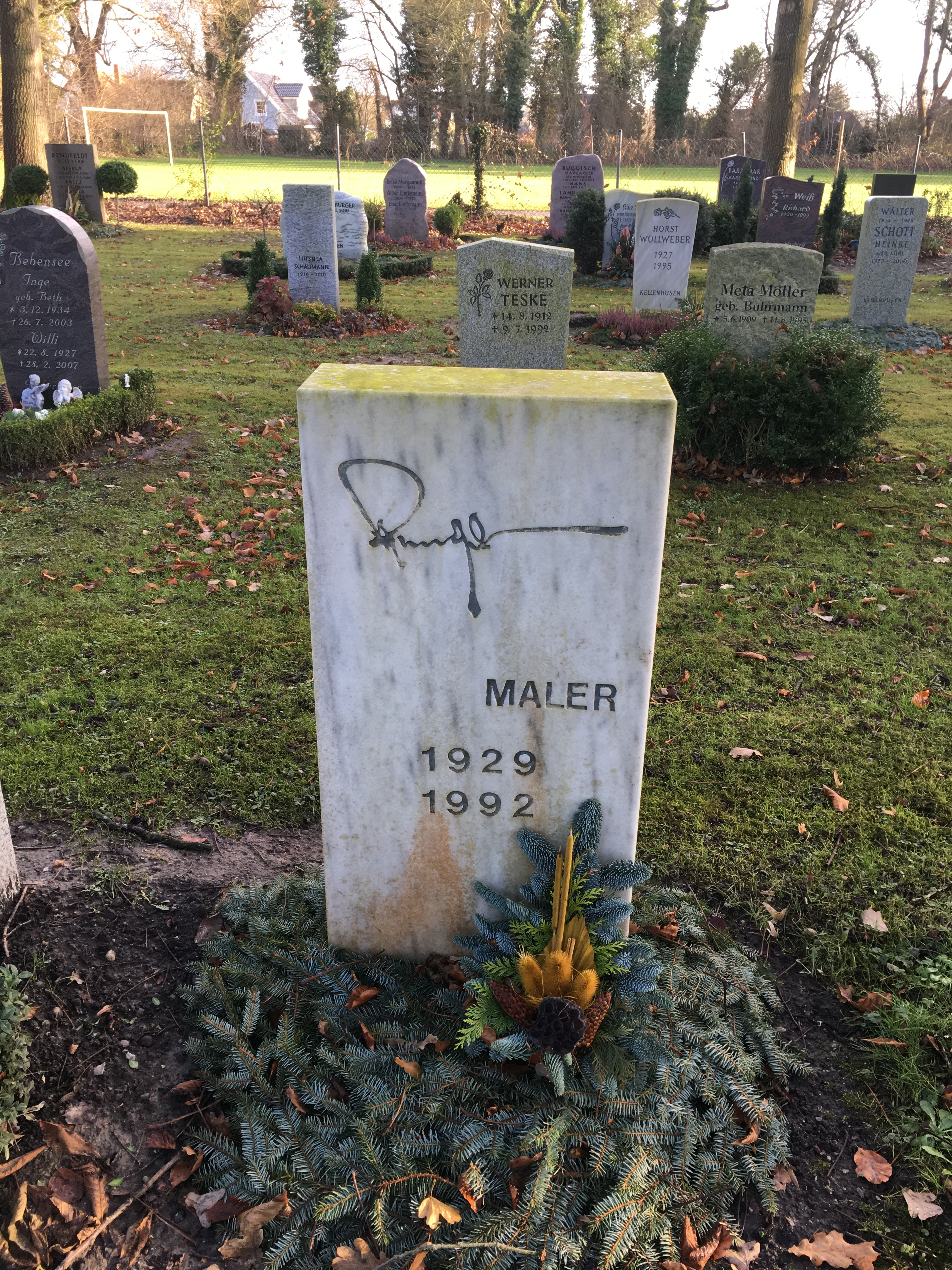
Grabstein des Malers Jürgen Runge auf dem Friedhof in Cismar

Jürgen Runge (* 19. März 1929 in Stettin; † 3. Juni 1992 in Cismar) war ein deutscher Maler.
Die Familie Runge kam aus Pommern nach Kiel, wo die Eltern 1945 eine Kunsthandlung eröffneten.
Bereits 1948 erhielt Jürgen Runge vom Land Schleswig-Holstein ein Stipendium zum Besuch der Kunstakademie in Plön und studierte anschließend bei Daniel Frettelier in Paris (wo er 1956 den Kunstpreis der Stadt Paris erhielt) und als Meisterschüler bei Oskar Kokoschka in Salzburg. Anschließend zog er einige Zeit mit Roma durch Europa und wurde von 1970 bis 1975 vorübergehend auf Ibiza sesshaft. Durch internationale Ausstellungen wurde er bekannt, was es ihm ermöglichte, von der Malerei zu leben und Studienreisen zu unternehmen. Ab Mitte der 1970er Jahre lebte er in Ostholstein (Schleswig-Holstein) – zunächst in Neukirchen und ab 1978 in Cismar, wo er mit seiner Frau Doris Runge das „Weiße Haus“ des Klosters Cismar pachtete und dort sein Atelier einrichtete.

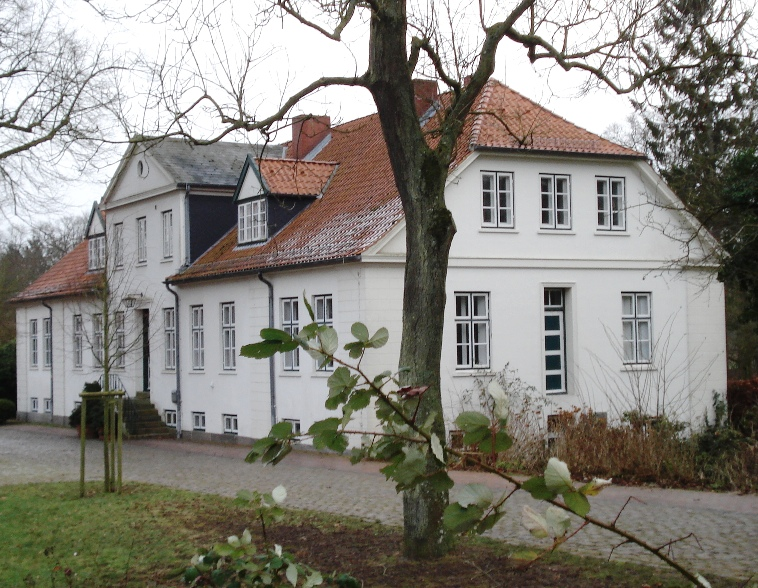
Das „Weiße Haus“ in Cismar

Die Bilder aus der frühen Zeit Jürgen Runges sind realistisch / naturalistisch ausgeführt. 
Später ändert sich Jürgen Runges Malstil deutlich durch die von Oskar Kokoschka übernommenen Spachteltechnik – wobei er dessen Mischung aus Elementen des Impressionismus und Expressionismus in seinen eignen weiterentwickelt –, er verwendet kräftige Farben mit kraftvollem Farbauftrag, die eine mediterrane Helligkeit auszeichnen. Seine Bilder zeigen Land- und Ortschaften, Akte und Stillleben, wobei die Motive häufig seiner Holsteinischen Heimat in den verschiedenen Jahreszeiten entnommen sind und von ihm in klarer Strenge ohne Schwere dargestellt werden.
Seine Bilder befinden sich heute in Museen und Privatbesitz.

## Ehen
Jürgen Runge war mit der Lyrikerin Elisabeth von Ulmann (zuvor Elisabeth Meyer-Runge) und (von 1967 bis 1981) in dritter Ehe mit der Schriftstellerin Doris Runge (* 1943 in Carlow/Mecklenburg) verheiratet.